# Lista de programas transmitidos pela Record
Esta é uma lista dos programas de televisão da Record.

## Programas atuais

### Jornalismo
- Jornal da Record (1974-presente)[1]
- Fala Brasil (1990-1993; 1998-presente)[2]
- Cidade Alerta (1995-2005; 2011; 2012-presente)[3]
- Domingo Espetacular (2004-presente)[4]
- Balanço Geral (2005-presente)[5]
- Repórter Record Investigação (1995-2012; 2014-2016; 2020-presente)
- Praça no Ar (2004-presente)
- Patrulha das Fronteiras (2023-presente)
- Doc Investigação (2024-presente)
- Heróis Eternos (2024-presente)

### Esportes
- Futebol na Record
  - Campeonato Paulista (2022–presente)
  - Campeonato Brasileiro Série A (1979–1983; 2002–2006; 2025–presente)[nota 1]
  - Esporte Record (2000-2001;2004-2007; 2022) (2025–presente)

### Entretenimento

#### Programas de variedades e auditório
- Hoje em Dia (2005-presente)[6]

#### Talk shows, game shows e reality shows
- A Fazenda (2009-presente)[7]
- Canta Comigo (2018-presente)[8]
- Quilos Mortais (2022-presente)
- Power Couple Brasil (2016-2019; 2021-2022; 2025-presente)
- Acerte ou Caia (2024-presente)
- Game dos 100 (2025 - presente)

### Especiais, eventuais e sazonais
- Família Record (2006-presente)[9]
- Retrospectiva (2005-presente)[10]
- Retrospectiva dos Famosos (2013-presente)[11]

### Infantojuvenis

#### Atrações exibidas noRecord Kids
- Desenhos Bíblicos (2019-presente)
- Eu, a Patroa e as Crianças (2024-presente)
- Todo Mundo Odeia o Chris (2006-presente)

### Telenovelas

#### Novelas próprias
- Reis (2022-presente)
- Paulo, o apóstolo (2025 - presente)

#### Reprises
- O Rico e o Lázaro (2024-presente)
- A Escrava Isaura (2025)

### Sessões de filmes
- Cine Aventura (1993-presente)
- Cine Record Especial (1990-presente)
- Super Tela (1990-presente)

### Séries estrangeiras
- Chicago P.D. (2015-presente)
- Chicago Fire (2014-presente)
- Chicago Med (2018-presente)

### Independente
- Brasil Caminhoneiro (2020-presente)

### Religiosos
- Programação IURD (1991-presente)
- Fala que Eu Te Escuto (1998-presente)
- The Love School (2011-presente)

## Programas extintos

### Jornalismo
- Record em Notícias (1973-1996)
- Edição de Notícias (2004-2006)
- Leão Livre (1998-1999)
- Ratinho Livre (1997-1998)
- Jornal Onze e Meia (1998-1999)
- Praça Record (2005-2012; 2017-2018)

### Esportes
- Debate Bola (2001-2008)
- Terceiro Tempo (2001-2007)
- Com a Bola Toda (1996-2002)
- Esporte Fantástico (2009-2020)

[...]

### Entretenimento

#### Programas de variedades, entrevistas e auditório
- Programa Raul Gil (1973-1978; 1980-1981; 1984-1988; 1991-1996; 1998-2005)
- Note e Anote (1991-2005)
- Hora do Faro (2014-2024)[12]
- Domingo Show (2014-2019)
- Xuxa Meneghel (2015-2016)
- Tudo É Possível (2005-2012)
- Programa da Sabrina (2014-2019)
- Domingo da Gente (2001-2006) (2013-2014)
- O Melhor do Brasil (2005-2014)
- Quarta Total (1999-2002)
- É Show (2000-2004)
- Domingo Record (2024)
- Canta Comigo (2020-2024)

[...]

#### Talk shows, game shows e reality shows
- Programa do Porchat (2016-2018)
- Programa Ana Maria Braga (1996-1999)
- O Jogador (2007-2008)
- Roleta Russa (2002-2003)
- O Aprendiz (2004-2014)
- Sem Saída (2004)
- The Four Brasil (2019-2020)
- Troca de Família (2006-2011)
- Dancing Brasil (2017-2019)
- A Grande Conquista (2023-2024)

[...]

### Especiais, eventuais e sazonais
- Liga Pra Gente (2004-201x)
- Recorda Show (199x-xxxx)

[...]

### Infantojuvenis

#### Programas de variedades e auditório
- Eliana & Alegria (1998-2003)
- Eliana na Fábrica Maluca (2003-2004)
- Eliana (2004)

• Pica-Pau (2006-2024)
[...]

#### Game shows
- Eliana no Parque (1999-2000)

### Telenovelas

#### Telenovelas próprias
- Os Dez Mandamentos (2015-2016)
- A Escrava Isaura (2004-2005)
- Prova de Amor (2005-2006)
- Topíssima (2019)
- Bicho do Mato (2006)
- Vidas Opostas (2006-2007)
- Caminhos do Coração (2007-2008)
- Chamas da Vida (2008-2009)
- Amor sem Igual (2019-2020)

[...]

#### Telenovelas estrangeiras
- Olhar de Mulher (2000)
- Samantha (2001)
- Joana, a Virgem (2002-2003)
- Um Amor de Babá (2003)